# Prieuré Notre-Dame de l'Angle aux Chanoines
 (avril 2009).
Le prieuré Notre-Dame de l'Angle aux Chanoines est un ancien prieuré, sur la commune de Chantonnay, en Vendée.

## Situation
Le voyageur qui se rend de Bournezeau à Chantonnay, au cœur du bocage vendéen, après avoir franchi le « Petit Lay », gravit la pente vallonnée qui surplombe les méandres de la rivière.
Sur le chemin du Logis, il y a, à quelques centaines de mètres, une modeste demeure, flanquée d’une chapelle, imposante encore malgré le lierre qui l'enserre de toutes parts. Adossée à un bois de chênes, une ferme à demi abandonnée occupe le promontoire. Il s'agit d'un lieu d'une histoire de plus de cinq cents ans concernant un prieuré de l'ordre des chanoines réguliers de saint Augustin.

## Histoire
Dans son ouvrage sur les églises romanes de Vendée, Michel Dillange date certains éléments de la chapelle de la fin du XIIe siècle, d’autres de la fin du XIVe. Le prieuré figure dès le début du XIVe siècle dans le cartulaire de l’évêché de Poitiers. À cette époque la Vendée fait en effet partie du diocèse poitevin, dont le vaste territoire sera démembré quelques années plus tard, en 1317, pour donner naissance aux diocèses de Luçon et de Maillezais. 
Le « Grand-Gauthier » mentionne le « Prieuré de l'Angle » - Prioratus de Angulo - situé sur le territoire de la paroisse de Chantonnay, placée sous le patronage de l'abbé de Saint-Michel en l'Herm. 
Le cartulaire d’Alliot, en 1648, cite le « Prieuré-Cure de Notre Dame de Langle aux chanoines », placé quant à lui sous le patronage de l'abbé de Nieul-sur-l'Autise. 
Un manuscrit du début du XVIIIe siècle, dû à Dom Léonard Fonteneau, O.S.B., conservé à la Bibliothèque de Poitiers, témoigne de la survivance du Prieuré de l’Angle ; il indique toutefois qu’en raison de la sécularisation de l'abbaye Saint-Vincent de Nieul-sur-l'Autise, la collation du bénéfice en revient désormais au roi : il s’élève alors à 1200 livres et l’on y célèbre trois messes.
L’histoire du prieuré est modeste, comme ses dimensions. Il fut l’un des 343 prieurés que comptait au XVIIe siècle le diocèse de Luçon, outre les 8 abbayes et les 182 cures. Le nombre des religieux qui l'occupèrent, leur vie et leur travail ne sont pas connus ; comme tant d’autres ils assurèrent sans doute prière, travail des champs et ministère pastoral. Seul le nom de deux de leurs prieurs ont été conservés au hasard des chroniques ; prieurs commendataires qui se contentaient de prendre leur part de ce petit bénéfice perdu dans la Vendée profonde. L’un d’eux était Thibaud Chabot, seigneur de la Grève à Vouvant, qui périt en 1429 lors du siège d’Orléans ; l’autre, Gabriel des Nouhes, seigneur de Beaumont-Pally, qui contribua à la construction du canal de Maillé en 1664 et donna ses armoiries au prieuré.
A l'approche de la Révolution française, on ignore s’il restait encore des religieux à l’Angle, l’abbaye de Nieul ayant été dissoute dès 1721. Selon Maurice Bedon, « il ne résidait vraisemblablement plus de moines à l'Angle, et les bâtiments conventuels avaient sans doute laissé la place à ceux d'une exploitation agricole ». Monsieur Bedon rapporte que le prieuré servit de refuge, en 1792, à l’abbé Desplobein, curé réfractaire de Saint-Vincent-Puymaufrais. Recherché par les autorités, il se cache au village de l’Angle et exerce son ministère dans la vieille chapelle, disparaissant quand cela était nécessaire dans un souterrain et dans l’épaisseur d’un mur.
La carte de la Vendée par Cassini, éditée en 1750, désigne encore le village sous le nom de « L’Angle aux chanoines ». Mais la République de l’An I ne connaît plus ni prêtres ni chanoines, elle retiendra simplement « L’Angle ». Vendus comme biens nationaux le 29 juillet 1796 à Philippe Esgonnière, propriétaire à Bournezeau, les bâtiments et les terres du prieuré appartiennent actuellement à la famille Thomas, de Chantonnay.

## Architecture
La chapelle priorale Notre-Dame présente les caractéristiques d’un édifice roman, au plan rectangulaire, avec un chevet plat, semblable en cela à la plupart des églises et chapelles de Vendée avant leur reconstruction en style néo-gothique au XIXe siècle.
Cette petite chapelle, actuellement incluse dans une exploitation agricole, se compose d'un vaisseau unique, voûté en plein cintre. Cette voûte, dont la naissance est soulignée d'un bandeau en biseau, retombe de chaque côté sur trois arcatures en arc brisé, plaquées contre un mur plus ancien. Un doubleau plat qui s'appuie sur deux consoles au niveau du bandeau détermine une sorte de travée orientale, correspondant à la dernière arcature. L'entrée actuelle se situe à l'ouest. C'est une ouverture informe. Par contre, le pignon Est est percé de trois hautes fenêtres, largement ébrasées des deux côtés, et dont la partie basse a été murée. Celle du centre, à la fois plus élevée et plus large, domine l'autel dont la maçonnerie est toujours en place.
Du côté Nord, des bâtiments de ferme ont pris la place du prieuré ; un passage aujourd’hui condamné le faisait communiquer directement avec la chapelle. La façade Sud était percée d'une porte et de deux fenêtres. Seule subsiste la plus orientale ; l'autre ouverture est masquée par un contrefort. Quant à la porte, elle a été murée. Extérieurement, un ravalement récent a fait disparaître toutes traces de reprises anciennes. La chapelle se présente comme un volume un peu lourd, couvert en tuiles « canal » et surmonté à l'ouest d'une petite arcade pour la cloche. En plus du contrefort latéral sud, deux contreforts biais épaulent le chevet, tandis que les angles du pignon opposé sont renforcés de massifs en équerre. Cette chapelle est tout ce qui reste du prieuré Notre-Dame.
On distingue très nettement deux campagnes. La première peut être datée de la fin du XIIe siècle. Elle a vu la construction d'un volume simple, charpenté, dont l'éclairage était réalisé par un triplet à l'Est et de deux hautes fenêtres au sud. L'accès principal se faisait de ce dernier côté. Le pignon ouest, légèrement plus élevé, était renforcé aux angles. Il comportait seulement une fenêtre ou un oculus.
À une date difficile à déterminer, mais qu'il est possible de situer à la fin du XIVe siècle, cette chapelle a été voûtée. Pour cela, les murs ont été renforcés d'arcatures intérieures qui ont coupé le haut des fenêtres sud. De plus, un contrefort latéral a condamné l'une d'elles. L'autre a été transformée en élément gothique. Enfin le pignon est a été encadré de deux massifs biais. Il est encore possible de distinguer des traces de peintures. Trois couches différentes sont nettement perceptibles. Elles représentent, l'une un appareil, l'autre des décors floraux. 
Recensée par l'abbé Louis Delhommeau, archiviste de l’évêché de Luçon, la chapelle Notre-Dame de l'Angle est également citée par François Semur parmi les prieurés du Poitou,.

## Héraldique
| Blason du prieuré | « D'azur à une croix écartelée d'argent et de sinople. » Ces armoiries seraient celles de l'abbé commendataire Gabriel des Nouhes, seigneur de Beaumont et du Pally, qui contribua à la construction du canal de Maillé en 1664. |